# Gurken-Radweg

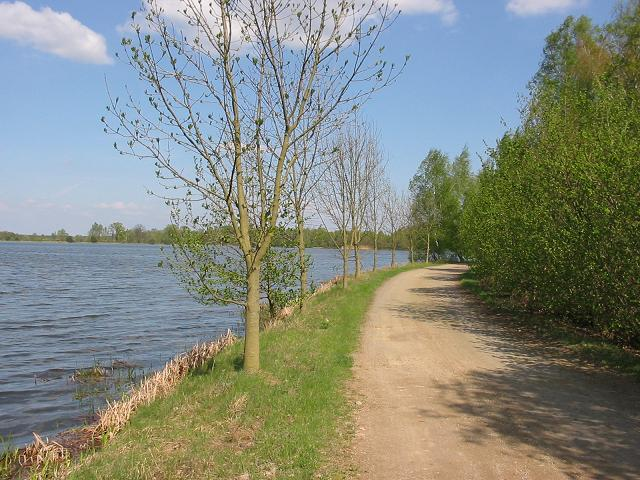
Zwischen Lübben und Schlepzig

Der Gurken-Radweg ist eine Rundtour von etwa 250 Kilometer Länge in Brandenburg durch das Brandenburger Feuchtgebiet Spreewald. Seinen Namen verdankt er den Spreewälder Gurken, einer kulinarischen Delikatesse, die Theodor Fontane bei seinen Wanderungen durch die Mark Brandenburg schon in den 1870er Jahren an der Spitze der regionalen landwirtschaftlichen Produkte fand.

## Landschaft
Der größte Teil des Radwegs führt durch das Biosphärenreservat Spreewald und damit durch eine Kulturlandschaft von internationaler Bedeutung. Das Landschaftsbild ist geprägt von nahezu dreihundert Fließen, zu denen sich der Lauf der Spree auf einer Fläche von ca. 500 km² verzweigt. Auf den sumpfigen Böden haben sich ausgedehnte, feuchtigkeitsliebende Erlenwälder gebildet, die selbst in ihren heutigen Restbeständen zu den größten in Mitteleuropa zählen. Weißstörche, Kraniche und Seeadler kann man im Spreewald beobachten. Zweisprachige Ortsschilder verweisen auf die sorbische Kultur mit eigenen Bräuchen, Trachten und mit eigener Sprache.
Im Jahr 2001 wurde der Radweg mit dem in diesem Jahr erstmals vergebenen Tourismuspreis des Landes Brandenburg ausgezeichnet.

## Route und Unterkünfte
Der Weg mit etwa 250 Kilometer Länge führt über die größeren Orte Lübben (Spreewald), Lübbenau und Cottbus in der Niederlausitz, die alle von der Bahn angefahren werden. Weitere mögliche Ausgangspunkte mit Bahnhöfen sind Vetschau und Peitz. Da sich der Rundkurs zweimal, bei Lübben und Burg, berührt, kann die Gesamtstrecke in drei einzelne Rundkurse aufgeteilt werden. Die Route enthält keine nennenswerten Steigungen und ist überwiegend von guter Qualität. An einigen wenigen Stellen gibt es unbefestigte Wege (z. B. kurze sandige Waldwege, die bei Trockenheit nur sehr schwierig zu befahren sind). Viele Hotels, Gasthäuser und Pensionen an der Strecke haben sich auf Radfahrer eingestellt und bieten neben verschiedenen speziellen Serviceleistungen Übernachtungen auch für eine Nacht.

## Streckenverlauf mit Sehenswürdigkeiten
Der Beginn in Lübben dient nur als Beispiel.

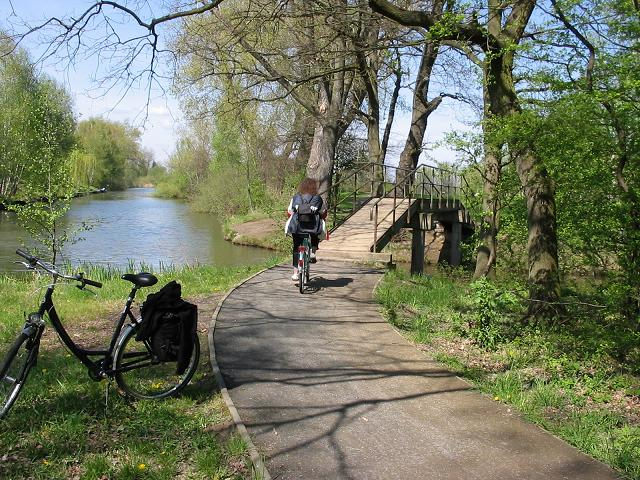
Radweg mit Spree, bei Lübben

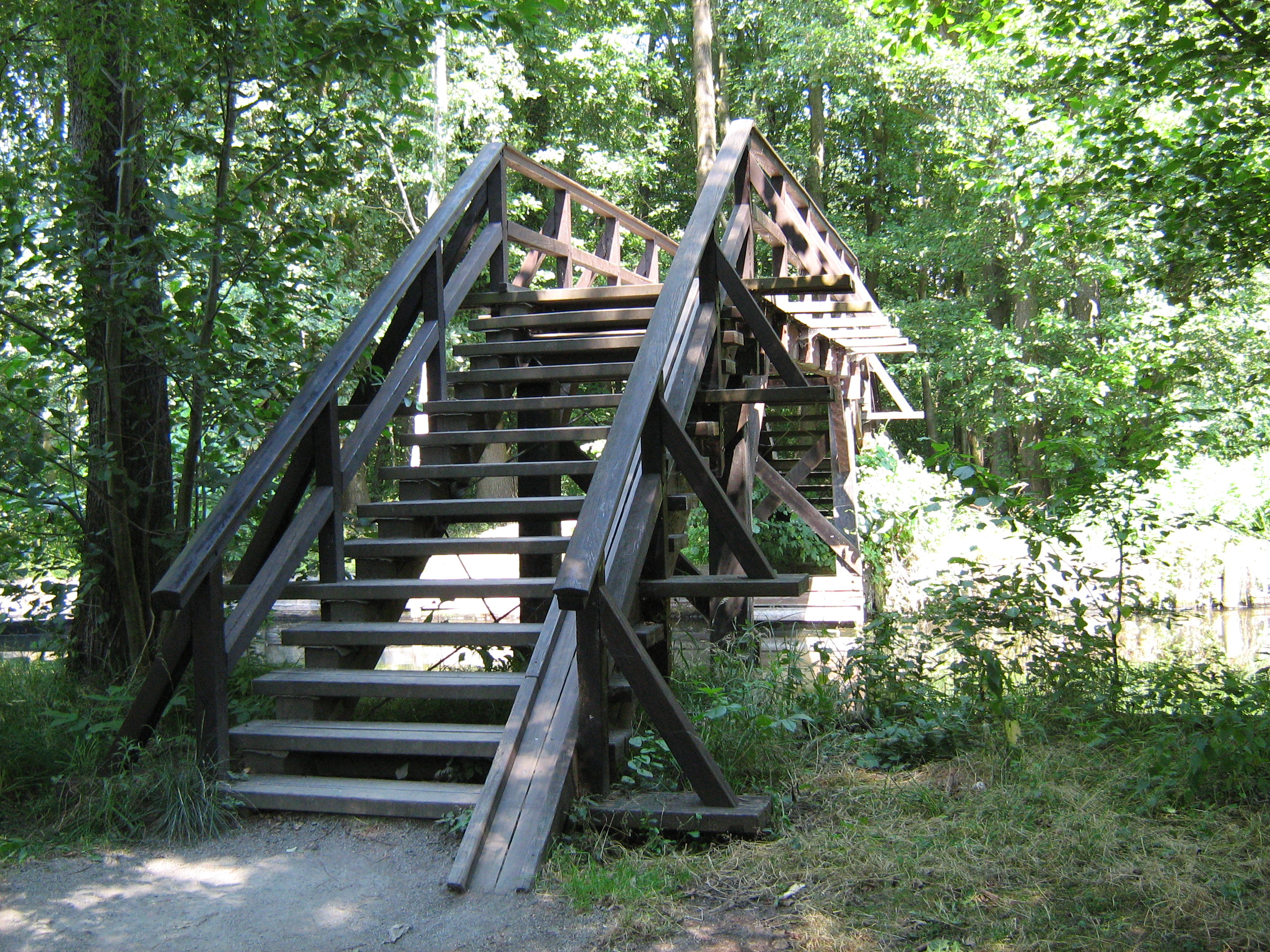
Fahrrad-Brücke vor Lehde

- Lübben (Schloss Lübben und Schlossinsel, Paul-Gerhardt-Kirche)
- Lubolz
- Kasel-Golzig
- Sagritz
- Golßen (Schloss Golßen, Stadtkirche Golßen)
- Rietzneuendorf-Friedrichshof
- Brand (Tropical Islands)
- Krausnick (Krausnicker Berge, Dorfkirche Krausnick)
- Köthen
- weiter rund um den Neuendorfer See
- Alt-Schadow
- Groß Leuthen (Groß Leuthener See, Schloss Groß Leuthen)
- Schlepzig (Dorfkirche Schlepzig, Bauernmuseum Schlepzig, Weidendom Schlepzig)
- dann entlang der Wasserburger Spree bis Lübben, siehe oben
- Alt Zauche
- Neu Zauche (Dorfkirche Neu Zauche, Gutshaus Neu Zauche)
- Straupitz (Spreewald) (Dorfkirche Straupitz, Schloss Straupitz, Holländerwindmühle Straupitz, Byttna)
- Burg (Spreewald) (Streusiedlung, Bismarckturm, Erlebnisbahnhof)
- Dissen
- Peitz (Festungsturm, Hüttenmuseum, Peitzer Teichlandschaft)
- Cottbus (Park und Schloss Branitz, Tierpark Cottbus, Spremberger Turm, Kunstmuseum Dieselkraftwerk, Spreeauenpark)
- Werben
- Burg (Spreewald), siehe oben
- Suschow
- Stradow
- Vetschau (Wendisch-Deutsche Doppelkirche, Weißstorchzentrum)
- Raddusch (originalgetreu nachgebaute Slawenburg Raddusch)
- Leipe
- Lehde (Lagunendorf, Freilandmuseum Lehde, Bauernhaus- und Gurkenmuseum)
- Lübbenau (Altstadt, Schloss, St. Nikolai, Spreewaldmuseum)
- Lübben, siehe oben